# Xylocopa ogasawarensis
Xylocopa ogasawarensis là một loài Hymenoptera trong họ Apidae. Loài này được Matsumura mô tả khoa học năm 1932.